# Phú Hoà (thị trấn An Giang)
Phú Hoà is een thị trấn in het Vietnamese district Thoại Sơn in de provincie An Giang. Phú Hoà ligt in de Mekong-delta.